# Johnstown (Colorado)
Johnstown es un pueblo ubicado en los condados de Weld y Larimer en el estado estadounidense de Colorado. En el Censo de 2010 tenía una población de 9.887 habitantes y una densidad poblacional de 280,46 personas por km².

## Geografía
Johnstown se encuentra ubicado en las coordenadas 40°23′23″N 104°58′10″O / 40.38972, -104.96944. Según la Oficina del Censo de los Estados Unidos, Johnstown tiene una superficie total de 35.25 km², de la cual 35.02 km² corresponden a tierra firme y (0.65%) 0.23 km² es agua.

## Demografía
Según el censo de 2010, había 9.887 personas residiendo en Johnstown. La densidad de población era de 280,46 hab./km². De los 9.887 habitantes, Johnstown estaba compuesto por el 89.4% blancos, el 0.41% eran afroamericanos, el 0.63% eran amerindios, el 0.78% eran asiáticos, el 0.04% eran isleños del Pacífico, el 6.26% eran de otras razas y el 2.48% pertenecían a dos o más razas. Del total de la población el 16.78% eran hispanos o latinos de cualquier raza.